# Piękne Kąty
Piękne Kąty (niem. Schönaich) – wieś w Polsce położona w województwie lubuskim, w powiecie nowosolskim, w gminie Siedlisko.
Folwark założony w końcu XVI w. przez Georga von Schönaich z Siedliska (ówczesnego Karolatu). Prawdopodobnie tutaj uczyli się zarządzać majątkiem synowie właścicieli. W 1741 r. powstała parafia ewangelicka. W latach 1850–1870 miała miejsce rozbudowa folwarku, m.in. połączono go z pobliską Różanówką szynowym systemem transportowym. Przed II wojną światową folwark specjalizował się w uprawie buraka cukrowego. Po 1945 r. przejęty został przez Państwowy Fundusz Ziemi. W latach 1975–1998 miejscowość administracyjnie należała do województwa zielonogórskiego.

## Demografia
Liczba mieszkańców miejscowości w poszczególnych latach:
| Rok  | Ilość mieszkańców |
| ---- | ----------------- |
| 1988 | 133               |
| 2002 | 113               |
| 2009 | 113               |
| 2011 | 108               |
| 2021 | 117               |